# Величко Кознички
Величко Димитров Кознички е български политик от Народнолибералната партия, деец на Върховния македоно-одрински комитет.

## Биография
Роден е в село Горна Козница през 1876 година. Работи като адвокат в Кюстендил и през 1901 година влиза в настоятелството на Македонското благотворително братство „Св. св. Кирил и Методий“. Избран е за делегат на Десетия македоно-одрински конгрес.
През 1907 година завършва Софийския университет със специалност право. За кратко е подпредседател на тринадесетото обикновено народно събрание. В периода 1912 – 1918 година участва в Балканските войни и Първата световна война. В периода 1917 – 1918 година е назначен за министър на железниците, пощите и телеграфите. През 1923 година е съден като виновник за националните катастрофи, като присъдата е 10 години затвор и лишаване от граждански и политически права. Година по-късно е амнистиран. Убит е от комунистически бандити през септември 1944 година. За да присвоят къщата му в центъра на Кюстендил, комунистическата държавна сигурност лъже, че той е избягал зад граница. Осъжда го на така наречения „Народен съд“ на 25 март 1945 г. на смърт, глоба от 5 000 000 лева и конфискува всичките му движими и недвижими имоти. (ДАА ф. 1449, оп. 1 ае. 384 – 403) Впоследствие Държавна сигурност десетилетия наред тормози наследниците му. (Комдос, ДС Кюстендил ф. 1 оп. 1 а.е. 177)
На мястото на къщата на Величко Кознички в 1971 година е построена сградата на Окръжния комитет на БКП. По-късно сградата е предоставена на Областна управа Кюстендил.